# Eosentomon jinggangense
Eosentomon jinggangense är en urinsektsart som beskrevs av Yin 1987. Eosentomon jinggangense ingår i släktet Eosentomon och familjen trakétrevfotingar. Inga underarter finns listade i Catalogue of Life.